# Tine Kongsholm
Tine Kongsholm (* 9. Dezember 1969 in Roskilde) ist eine ehemalige dänische Skirennläuferin.

## Karriere
Ihr internationales Renndebüt gab Kongsholm 1986 bei den Juniorenweltmeisterschaften in Bad Kleinkirchheim, wobei ihr mit Rang 36 im Riesenslalom ihre beste Platzierung gelang.
1991 nahm sie erstmals an Alpinen Skiweltmeisterschaften teil. In Saalbach-Hinterglemm belegte sie im Slalom den 30. Platz.
Im darauffolgenden Jahr nahm Kongsholm als erste dänische Skirennläuferin an Olympischen Winterspielen teil. Bei den Wettkämpfen in Albertville erreichte sie ihr bestes Ergebnis im Slalom, sie belegte Platz 28.
Danach trat Kongsholm nicht mehr als Skirennläuferin in Erscheinung.

## Erfolge

### Olympische Winterspiele
- Albertville 1992: 28. Slalom, 31. Riesenslalom

### Weltmeisterschaften
- Saalbach-Hinterglemm 1991: 30. Slalom, 43. Riesenslalom[2]

### Juniorenweltmeisterschaften
- Bad Kleinkirchheim 1986: 36. Riesenslalom
- Sälen 1987: 45. Riesenslalom